# Ćukovine
Ćukovine (cyr. Ћуковине) – wieś w Serbii, w okręgu maczwańskim, w gminie Koceljeva. W 2011 roku liczyła 318 mieszkańców.